# Brun spiritist
Brun spiritist (Caelorinchus occa)  djuphavsfisk i familjen skolästfiskar, som först beskrevs av Goode och Bean, 1885.  Coelorinchus occa ingår i släktet Coelorinchus, och familjen skolästfiskar. IUCN kategoriserar arten globalt som livskraftig. Inga underarter finns listade.

## Utseende
Som alla skolästfiskar har den bruna spiritisten ett stort huvud och en bakåt avsmalnande kropp, som slutar i en lång, smal, svansliknande stjärt. Fjällen är små, med grov yta. Analfenan och bakre ryggfenan är mycket långa. Den senare är påfallande låg; ögonen är stora, och nosen utdragen till en spets. Ovansidan är brunaktig, ibland tämligen mörkt; buken är mörkare än ovansidan, och läpparna och gälhålorna är svarta. Den blir 50 cm lång, i vissa fall mer.

## Utbredning
Arten finns längs atlantkusterna: I väster från farvattnen utanför Florida, Västindien till nordöstra Sydamerika; i öster från Färöarna till Kap Verde och södra Afrika. Den går in i västra Medelhavet.

## Ekologi
Den bruna spiritisten är en djuphavsfisk, som uppehåller sig nära botten på ett djup mellan 400 och 2 200 m. Arten lever av småfisk, maskar, blötdjur och kräftdjur som räkor och krabbor.